# 238 î.Hr.

## Nașteri
- 16 iulie: Ennius scriitor roman (d. 169 î.Hr.)
- dată necunoscută: Filip al V-lea al Macedoniei  (d. 179 î.Hr.)